# Rondo Tybetu w Warszawie
Rondo Tybetu – rondo w dzielnicy Wola w Warszawie.

## Położenie

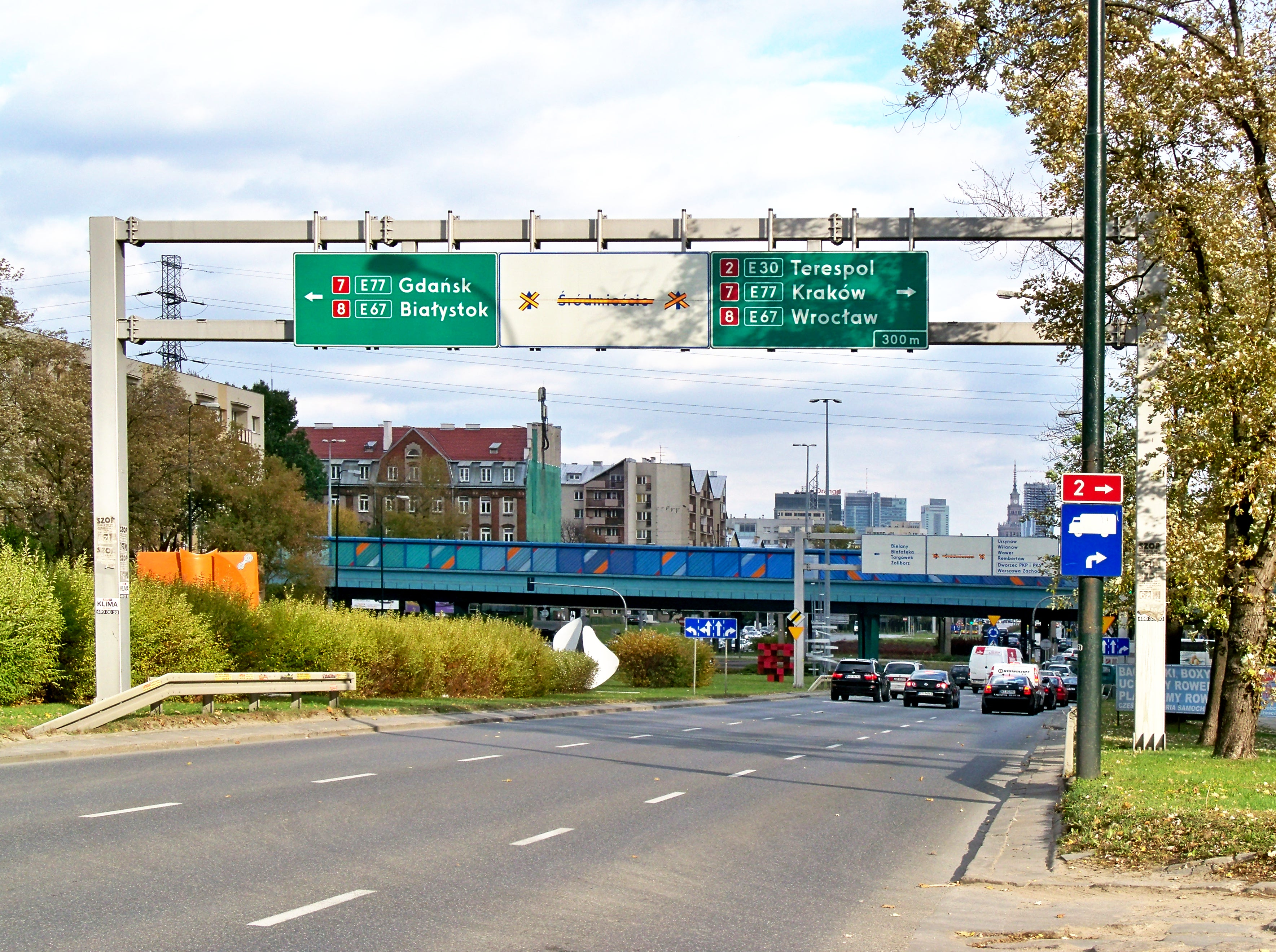
Rondo Tybetu od strony zachodniej

Rondo położone jest na skrzyżowaniu al. Prymasa Tysiąclecia i ul. Marcina Kasprzaka.
Nad rondem przebiegają wiadukty alei Prymasa Tysiąclecia.

## Nazwa ronda

### Pomysł nazwania ronda – rondo Wolnego Tybetu
Pierwotnie rondo miało nosić nazwę ronda Wolnego Tybetu. Z projektem takim wystąpił jesienią 2008 radny dzielnicy Wola Michał Kubiak z Platformy Obywatelskiej. Pomysł zyskał aprobatę rady dzielnicy i podkomisji ds. nazewnictwa Rady m.st. Warszawy. Nadanie nazwy miało nastąpić 11 grudnia – w dniu przyjazdu do Warszawy XIV Dalajlamy. Według Gazety Wyborczej część radnych Prawa i Sprawiedliwości miała wystąpić z kontrinicjatywą nadania rondu nazwy Ofiar Obozu KL Warschau.
W listopadzie 2008 drugi sekretarz ambasady Chińskiej Republiki Ludowej złożył oficjalny protest przeciw sugerowaniu odłączenia Tybetu od Chin (Tybet, wcześniej niepodległy, został w 1951 zajęty przez komunistyczne Chiny).

### Kontrowersje związane z nazwą

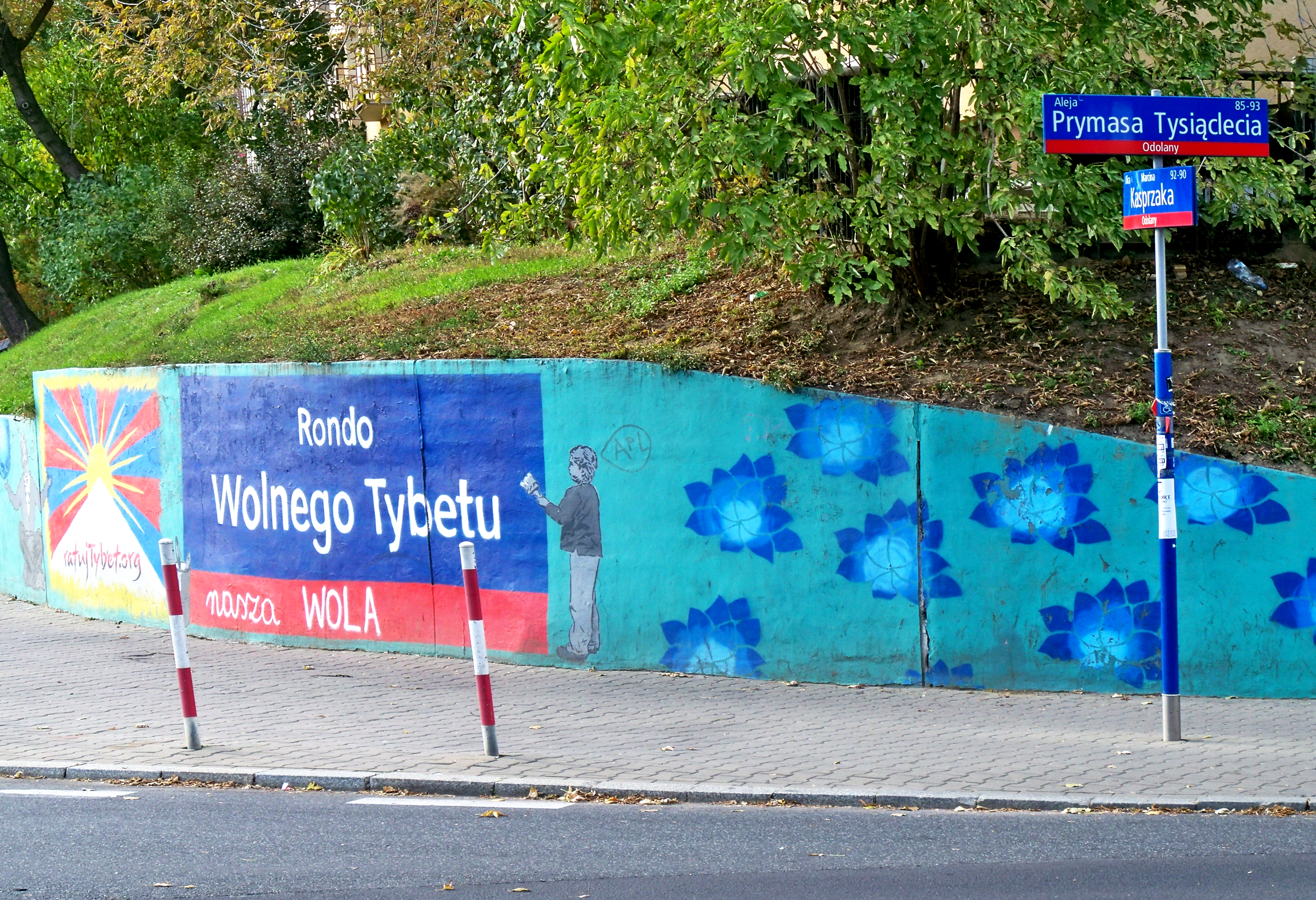
Mural z nieformalną nazwą ronda

W maju 2009 ministerstwo spraw zagranicznych wysłało do Rady Warszawy list, w którym uznało, że sformułowanie wolny Tybet jest sprzeczne ze stanowiskiem rządu i Unii Europejskiej, uznających integralność terytorialną Chin. Sugerowało również, że nadanie rondu takiej nazwy może pogorszyć interesy gospodarcze Polski z ChRL. Według Gazety Wyborczej po interwencji MSZ przyszły partyjne instrukcje, by samorządowcy PO wstrzymali się z nazywaniem ronda. Przewodnicząca podkomisji nazewnictwa ulic Rady Warszawy Mariola Rabczon mówiła, że jest już raczej przesądzone, iż w Warszawie ronda o tej nazwie nie będzie, ponieważ MSZ zajęło w tej sprawie negatywne stanowisko. Są jeszcze inne propozycje uczczenia Tybetu, np. rondo Tybetu czy nadanie nazwy Tybetańska jednej z ulic.
Część radnych (wielu radnych PO) wycofało się z poparcia pomysłu. Tymczasem poparli go głównie radni Prawa i Sprawiedliwości, ale również radni Lewicy, jak Bartosz Dominiak (SdPL):

Przestańmy wystawiać na śmieszność reputację radnych m.st. Warszawy, o których mówi się i pisze, że przestraszyli się chińskiej ambasady. Pokażmy, że dwukrotna w ostatnim czasie obecność w Warszawie Jego Świątobliwości Dalajlamy, a zarazem Honorowego Obywatela Naszego Miasta ma głębsze znaczenie. Bądźmy odważni! Chiny nas nie zaatakują!

Podczas wykładu na Uniwersytecie Warszawskim w Polsce w lipcu 2009, w przeddzień nadania mu tytułu honorowego obywatela Warszawy, XIV Dalajlama powiedział o inicjatywie nadania nazwy ronda Wolnego Tybetu, że wysiłki te są „słuszne i logiczne”. Pomysł nadania nazwy poparł też, również uhonorowany honorowym obywatelstwem Warszawy Tadeusz Mazowiecki.
Nazwa rondo Wolnego Tybetu, choć nienadana oficjalnie, znajduje zwolenników wśród części mieszkańców Warszawy, namalowano ją np. na murze w pobliżu ronda, obok wizerunku Dalajlamy i tybetańskiej flagi.
Pomimo to Rada Warszawy 13 maja 2010 – 29 głosami koalicji PO-SLD, a także pojedynczymi głosami radnych PiS i niezrzeszonych, przy 1 wstrzymującym się głosie radnej z PiS, nadała rondu nazwę rondo Tybetu.
Przedstawiciele władz miasta zapewnili jednak, że przy rondzie zostanie umieszczona tablica MSI zawierająca informacje o wydarzeniach z historii Tybetu i o nadaniu Dalajlamie honorowego obywatelstwa Warszawy.

Rondo Tybetu będzie wyrazem naszej solidarności z tymi, którzy z trudem próbują zachować dzisiaj swoją tradycję, kulturę oraz liczą na swoją niezależność.

## Komunikacja
W pobliżu ronda znajdują się przystanki autobusowe i przystanek kolejowy Warszawa Wola (d. Warszawa Kasprzaka).
Przez rondo przechodzi torowisko tramwajowe (w ciągu ulicy Kasprzaka) oddane do w 2024 roku.

## Galeria Tybetańska

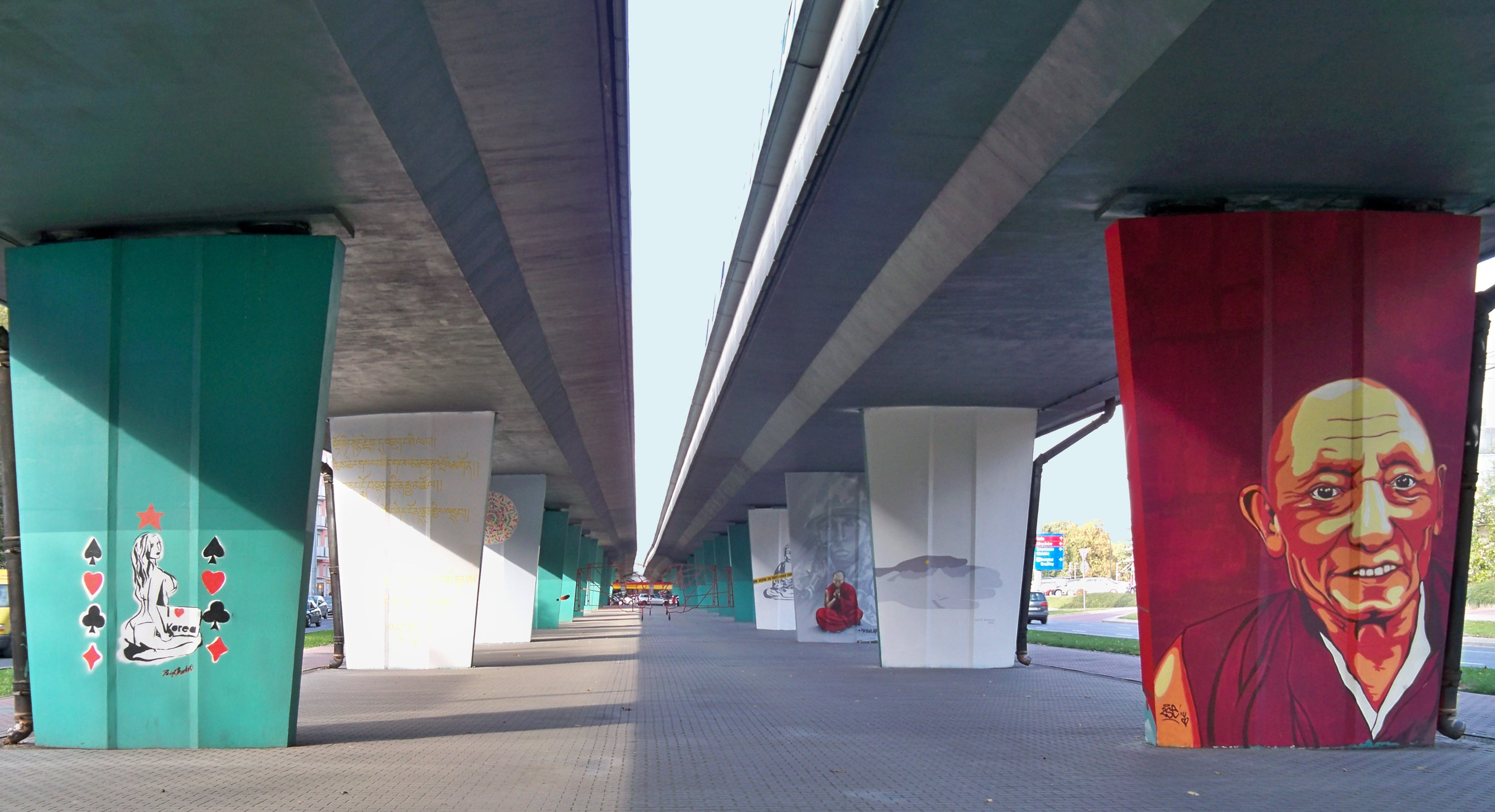
Galeria Tybetańska

Wokół ronda i na filarach estakady od 2009 r. tworzone są murale nawiązujące do tematyki tybetańskiej, zwłaszcza w kontekście ruchu jego wyzwolenia. Tworzą one Galerię Tybetańską. Galeria Tybetańska zajmuje głównie filary na północ od ronda. Jeszcze dalej, w stronę skrzyżowania al. Prymasa Tysiąclecia z ul. Wolską (ronda Zdzisława Lubomirskiego), znajduje się metalowa rzeźba Kasi Fudakowski „Krewne”, której lokalizacja nawiązuje do tzw. Galerii Samochodowej, czyli zespołu rzeźb ustawionych w 1968 r. na ulicy Kasprzaka na zachód od ronda Tybetu.